# We're Going to Ibiza
"We're Going to Ibiza" là một bài hát của nhóm nhạc Eurodance Hà Lan Vengaboys nằm trong album phòng thu thứ hai của họ, The Party Album (1999). Nó được phát hành như là đĩa đơn thứ sáu và cũng là cuối cùng từ album vào ngày 30 tháng 8 năm 1999 bởi Breakin' Records và Violent Music. Đây là một bản Eurodance kết hợp với những yếu tố của reggae fusion, được làm lại từ bài hát năm 1976 "Barbados" của Typically Tropical, được viết lời bởi Jeff Calvert và Max West. Bài hát được sản xuất bởi Danski & DJ Delmundo, cộng tác viên quen thuộc xuyên suốt sự nghiệp của nhóm.
Sau khi phát hành, "We're Going to Ibiza" nhận được những phản ứng trái chiều từ các nhà phê bình âm nhạc, nhưng gặt hái những thành công vượt trội về mặt thương mại. Nó đạt vị trí số một ở Hà Lan và Vương quốc Anh, nơi nó trở thành đĩa đơn quán quân thứ hai liên tiếp và cuối cùng của họ tại đây, và lọt vào top 5 ở Bỉ (Flanders), Na Uy và Thụy Điển. Ngoài ra, bài hát cũng lọt vào top 10 ở một số thị trường khác, và trở thành một trong những thành công nhất trong sự nghiệp của Vengaboys trên các bảng xếp hạng.
Một video ca nhạc cho "We're Going to Ibiza" đã được phát hành dưới hình thức hoạt hình, với nội dung kể về hành trình của nhóm đến Ibiza và đi qua nhiều địa điểm khác nhau như Roma và Moskva. Để quảng bá cho bài hát, nhóm đã trình diễn nó trên một số chương trình truyền hình, bao gồm Top of the Pops. Nó cũng xuất hiện trong nhiều album tổng hợp và phối lại của họ, bao gồm The Remix Album (2000), Greatest Hits (2009) và Xmas Party Album (2014). Ngoài ra, bài hát cũng nổi tiếng với cách phát âm sai từ "Ibiza", mặc dù cách phát âm được sử dụng trong bài hát rất phổ biến ở Hà Lan, quê nhà của Vengaboys.

## Danh sách bài hát
Đĩa CD tại châu Âu
1. "We're Going to Ibiza" (Hitradio Mix) – 3:39
2. "We're Going to Ibiza" (DJ Peran RMX) – 6:43

Đĩa CD #1 tại Anh quốc
1. "We're Going to Ibiza" (Hitradio Mix) – 3:36
2. "We're Going to Ibiza" (Hitclub Extended RMX) – 5:07
3. "Vengaboys Megamix" – 5:47
4. "We're Going to Ibiza" (video) – 3:39

Đĩa CD #2 tại Anh quốc
1. "We're Going to Ibiza" (Hitradio Mix) – 3:36
2. "We're Going to Ibiza" (DJ Peran RMX) – 6:40
3. "Paradise" (DJ Jam X & De Leon's Dumonde Mix) – 8:37

## Xếp hạng
| Bảng xếp hạng (1999)                | Vị trí cao nhất |
| ----------------------------------- | --------------- |
| Úc (ARIA)                           | 26              |
| Áo (Ö3 Austria Top 40)              | 12              |
| Bỉ (Ultratop 50 Flanders)           | 2               |
| Bỉ (Ultratop 50 Wallonia)           | 33              |
| Canada Dance/Urban (RPM)            | 10              |
| Đan Mạch (Tracklisten)              | 6               |
| Châu Âu (Eurochart Hot 100 Singles) | 5               |
| Phần Lan (Suomen virallinen lista)  | 9               |
| Pháp (SNEP)                         | 25              |
| Đức (Official German Charts)        | 9               |
| Ireland (IRMA)                      | 9               |
| Ý (FIMI)                            | 23              |
| Hà Lan (Dutch Top 40)               | 1               |
| Hà Lan (Single Top 100)             | 1               |
| New Zealand (Recorded Music NZ)     | 6               |
| Na Uy (VG-lista)                    | 3               |
| Tây Ban Nha (PROMUSICAE)            | 9               |
| Scotland (OCC)                      | 1               |
| Thụy Điển (Sverigetopplistan)       | 2               |
| Thụy Sĩ (Schweizer Hitparade)       | 7               |
| Anh Quốc (OCC)                      | 1               |

| Bảng xếp hạng (1999)                 | Vị trí |
| ------------------------------------ | ------ |
| Australia (ARIA)                     | 114    |
| Belgium (Ultratop Flanders)          | 7      |
| Europe (European Hot 100 Singles)    | 32     |
| France (SNEP)                        | 99     |
| Germany (Official German Charts)     | 54     |
| Netherlands (Dutch Top 40)           | 2      |
| Netherlands (Single Top 100)         | 2      |
| New Zealand (Recorded Music NZ)      | 31     |
| Norway Summer Period (VG-lista)      | 4      |
| Sweden (Sverigetopplistan)           | 13     |
| UK Singles (Official Charts Company) | 38     |

| Bảng xếp hạng (1990–99)    | Vị trí |
| -------------------------- | ------ |
| Netherlands (Dutch Top 40) | 11     |

## Chứng nhận
| Quốc gia                                                                           | Chứng nhận | Số đơn vị/doanh số chứng nhận |
| ---------------------------------------------------------------------------------- | ---------- | ----------------------------- |
| Úc (ARIA)                                                                          | Vàng       | 35.000^                       |
| Bỉ (BEA)                                                                           | Vàng       | 25.000*                       |
| New Zealand (RMNZ)                                                                 | Vàng       | 5.000*                        |
| Thụy Điển (GLF)                                                                    | Bạch kim   | 30.000^                       |
| Anh Quốc (BPI)                                                                     | Vàng       | 400.000                       |
| * Chứng nhận dựa theo doanh số tiêu thụ. ^ Chứng nhận dựa theo doanh số nhập hàng. |            |                               |